# Crœttwiller
Crœttwiller (Duits: Kröttweiler) is een gemeente in het Franse departement Bas-Rhin (regio Grand Est) en telt 166 inwoners (2004).
De gemeente maakt deel uit van het kanton Wissembourg in het Haguenau-Wissembourg. Voor 1 januari 2015 was het deel van het kanton Seltz en het arrondissement Wissembourg, die toen beide werd opgeheven.

## Geografie
De oppervlakte van Crœttwiller bedraagt 2,5 km², de bevolkingsdichtheid is 66,4 inwoners per km².
[[Bestand:|thumb|Croettwiller]]
De onderstaande kaart toont de ligging van Crœttwiller met de belangrijkste infrastructuur en aangrenzende gemeenten.

## Demografie
Onderstaande figuur toont het verloop van het inwonertal (bron: INSEE-tellingen).